# Eliseo Salazar
Eliseo Salazar, čilski dirkač Formule 1, * 14. november 1954, Santiago, Čile.
Eliseo Salazar je debitiral v sezoni 1981, ko je na Veliki nagradi Nizozemske s šestim mestom dosegel prvo uvrstitev v točke. V sezoni 1982 je na Veliki nagradi San Marina dosegel peto mesto, najboljšo uvrstitev kariere. V tej sezoni se je tudi zgodil incident po katerem je Salazar najbolj znan. Na Veliki nagradi Nemčije sta z vodilnim na dirki Nelsonom Piquetom trčila, ko ga je Brazilec prehiteval za krog, nato pa je Piquet z Salazarjem obračunal s pestmi. Po polovici sezoni 1983, ko ni osvojil točk, se je upokojil.

## Popolni rezultati Formule 1
(legenda) (odebeljene dirke pomenijo najboljši štartni položaj, poševne pa najhitrejši krog, †-uvrščen kljub odstopu)
| Leto | Moštvo                    | Šasija       | Motor       | 1        | 2        | 3        | 4       | 5       | 6        | 7        | 8       | 9      | 10     | 11      | 12      | 13      | 14      | 15      | 16      | Prv | Toč |
| ---- | ------------------------- | ------------ | ----------- | -------- | -------- | -------- | ------- | ------- | -------- | -------- | ------- | ------ | ------ | ------- | ------- | ------- | ------- | ------- | ------- | --- | --- |
| 1981 | March Grand Prix Team     | March 811    | Cosworth V8 | ZZDA DNQ | BRA DNQ  | ARG DNQ  | SMR Ret | BEL DNQ | MON DNPQ |          |         |        |        |         |         |         |         |         |         | 18. | 1   |
| 1981 | Ensign Racing             | Ensign N180B | Cosworth V8 |          |          |          |         |         |          | ŠPA 14   | FRA Ret | VB DNQ | NEM NC | AVT Ret | NIZ 6   | ITA Ret | KAN Ret | LVE Ret |         | 18. | 1   |
| 1982 | Team ATS                  | ATS D5       | Cosworth V8 | JAR 9    | BRA Ret  | ZZDA Ret | SMR 5   | BEL Ret | MON Ret  | VZDA Ret | KAN Ret | NIZ 13 | VB DNQ | FRA Ret | NEM Ret | AVT DNQ | ŠVI 14  | ITA 9   | LVE DNQ | 22. | 2   |
| 1983 | RAM Automotive Team March | March RAM 01 | Cosworth V8 | BRA 15   | ZZDA Ret | FRA DNQ  | SMR DNQ | MON DNQ | BEL DNQ  | VZDA     | KAN     | VB     | NEM    | AVT     | NIZ     | ITA     | EU      | JAR     |         | -   | 0   |